# Łowiec Świętokrzyski
Łowiec Świętokrzyski – regionalny kwartalnik o tematyce łowieckiej wydawany od 1989 przez Zarząd Okręgowy PZŁ w Kielcach. 
Zawiera artykuły i informacje o tematyce łowieckiej, przyrodniczej i społecznej. Prezentuje działalność organów okręgowych PZŁ i wydarzenia z życia świętokrzyskiej społeczności łowieckiej. Przypomina i kultywuje tradycje łowieckie, prezentuje myśliwych i lokalne Koła. Porusza też i omawia zagadnienia prawa łowieckiego.